# C. S. Lee
Charles Seunghee Lee (Cheongju, Corea del Sur; 30 de diciembre de 1971), más conocido como C. S. Lee, es un actor surcoreano-estadounidense.

## Biografía
Mientras estudiaba en el instituto nació su pasión por el cine. Asistió, con ayuda de una beca escolar, a la Facultad de Bellas Artes Cornish y se diplomó. Posteriormente, estudió en Yale y actuó en varias compañías teatrales, televisión y cine en Nueva York. Desde entonces ha actuado en series como Chuck, The Unit o Los Soprano, aunque es conocido por su papel del técnico forense Vince Masuka en Dexter (Showtime).

## Filmografía

### Cine
| Year | Title                            | Role                        | Notes        |
| ---- | -------------------------------- | --------------------------- | ------------ |
| 1999 | Random Hearts                    | Hombre detrás del mostrador |              |
| 2002 | Sophie                           | Father Kim                  | Cortometraje |
| 2004 | Cha Cha de los Chans             | Dr. Chan                    |              |
| 2004 | Our Italian Husband              | Shuei                       |              |
| 2004 | The Stepford Wives               | Esposo en Stepford          |              |
| 2009 | Tenderness                       | Highway Patrolman           |              |
| 2009 | The Unborn                       | Dr. Lester Caldwell         |              |
| 2012 | Innocence Blood                  | Vincent Lee                 |              |
| 2015 | Altered Minds                    | Harry Shellner              |              |
| 2017 | Everything Beautiful Is Far Away | El Extraño                  |              |
| 2019 | Come As You Are                  | Roger                       |              |
| 2020 | All Together Now                 | Padre Chee                  |              |
| 2022 | Day Shift                        |                             |              |

### Televisión
| Year      | Title                        | Role                                                     | Notes                                         |
| --------- | ---------------------------- | -------------------------------------------------------- | --------------------------------------------- |
| 1998–1999 | Spin City                    | Primer reportero                                         | 2 episodios                                   |
| 1998–2003 | Law & Order                  | Técnico Forense Turot / Kenny Chen / Farmacista          | 3 episodios                                   |
| 2002      | Guiding Light                | Dr. Hong                                                 |                                               |
| 2003      | Ed                           | Hal Clapone                                              | Episodio: "Partners"                          |
| 2004–2006 | Law & Order: Criminal Intent | Detective Mike Lew / Detective Matt See / Detective Choi | 3 episodios                                   |
| 2005      | As the World Turns           | Faux Hwa                                                 | 2 episodios                                   |
| 2006      | The Sopranos                 | Dr. Ba                                                   | 2 episodios                                   |
| 2006–2013 | Dexter                       | Vince Masuka                                             | 95 episodios                                  |
| 2007      | Chuck                        | Harry Tang                                               | 6 episodios                                   |
| 2007      | The Unit                     | XO                                                       | Episodio: "Sub Conscious"                     |
| 2008      | Monk                         | Alguacil Bell                                            | Episodio: "Mr. Monk Is on the Run (Part One)" |
| 2013      | Blue Bloods                  | Sr. Lin                                                  | Episodio: "The Truth About Lying"             |
| 2014      | Criminal Minds               | Justin Leu                                               | Temporada 10, Episodio 2: "La Quemadura"      |
| 2015      | Fresh Off the Boat           | Steve Chen                                               | 2 episodios                                   |
| 2015      | Blunt Talk                   | Emanuel                                                  | 2 episodios                                   |
| 2015      | The League                   | Asistente del Ministro                                   | Episodio: "The Last Temptation of Andre"      |
| 2015      | True Detective               | Richard Geldof                                           | 4 episodios                                   |
| 2015–2017 | Sneaky Pete                  | Joseph Lee                                               | 3 episodios                                   |
| 2016      | Family Guy                   | Actor de telenovelas (voz)                               | Episodio: "Candy, Quahog Marshmallow          |
| 2016      | Power                        | Jae Shin                                                 | 5 episodios                                   |
| 2017      | MacGyver                     | Sam Hopkins, director de FEMA                            | Episodio: "Flashlight "                       |
| 2017      | 24: Legacy                   | Agente Daniel Pang                                       | Episodio: "10:00 PM – 11:00 PM"               |
| 2017      | Silicon Valley               | Monk                                                     | 2 episodios                                   |
| 2018      | Lethal Weapon                | Gene Nakahara                                            | Episodio: "Diggin' Up Dirt"                   |
| 2018      | Magnum P.I.                  | William Malau                                            | Episodio: "Die He Said"                       |
| 2018–2019 | Chicago Med                  | Bernard 'Bernie' Kim                                     | 6 episodios                                   |
| 2019      | Warrior                      | Lu                                                       | Episodio: "The Blood and the Sh*t"            |
| 2020      | The Rookie                   | Jun-Ha                                                   | Episodio: "Follow-Up Day"                     |
| TBD       | Avatar: The Last Airbender   | Avatar Roku                                              | Papel recurrente. Preproducción               |

### Videojuegos
| Year | Title                                  | Role                                |
| ---- | -------------------------------------- | ----------------------------------- |
| 2004 | Grand Theft Auto: San Andreas          | Gangster                            |
| 2005 | Grand Theft Auto: Liberty City Stories | Peatón                              |
| 2009 | Dexter the Game                        | Vince Masuka                        |
| 2012 | The Secret World                       | Jin Jae-Hoon, Illuminati Pyramidion |